# Gregory King
Gregory King (* 15. Dezember 1648 in Lichfield (England); † 29. August 1712) war ein englischer Genealoge, Statistiker und Graveur. Nach King ist die Kingsche Regel in der Volkswirtschaftslehre benannt.

## Leben
In seiner Jugend unterstützte der begabte King seinen Vater, einen Landvermesser und Landschaftsgärtner bei seiner Arbeit. Im Alter von 14 arbeitete er für einen Antiquitätenhändler und studierte bei diesem Heraldik. Zwischen 1667 und 1669 beschäftigte ihn Lord Hatton für den Aufbau einer Waffensammlung. 1672 wechselte er als Graveur zu John Ogilby nach London. In dieser Zeit erstellte er ebenfalls Karten. 1677 folgte eine Beschäftigung am College of Arms in London. 1688 wurde er Lancaster Herald of Arms in Ordinary am College of Arms. Diese Position mit dem Aufgabengebiet Heraldik übte er bis zu seinem Tode aus.
Mit seinem Werk Natural and Political Observations and Conclusions upon the State and Condition of England gab er die beste Beschreibung der ökonomischen Situation der Bevölkerung am Ende des 17. Jahrhunderts seiner Zeit.